# 石隙掠蛛
石隙掠蛛（学名：Drassodes lapidosus）为平腹蛛科掠蛛属的动物。分布于古北区以及中国大陆的甘肃、西藏、新疆等地，一般生活于石隙间或石块下。该物种的模式产地在欧洲。